# Gnadochaeta solitaria
Gnadochaeta solitaria là một loài ruồi trong họ Tachinidae.